# Rafael Eitan
Rafael "Raful" Eitan (hebraisk: רפאל "רפול" איתן, født 11. januar 1929 i Afula, Palæstina, død 23. november 2004 i Ashdod, Israel) var en israelsk officer, general, tidligere stabschef og senere medlem af Knesset og minister. Han var født i Afula mens det var en del af det britiske mandatområde i Palæstina. Han voksede op i Tel Adashim, hvor han også tilbragte størstedelen af sit liv.

## Tidlige år
Han blev født i Afula i 1929. Hans far Eliyahu var en af grundlæggerne af Hashomer. Rafael voksede op i Tel Adashim. Hans far gav ham og hans søskende en streng opdragelse. Rafael giftede sig med Miriam, og sammen fik de fem børn. De blev senere skilt og han giftede sig så med Ofra Meirson.

## Militær karriere

### Tidlige slag
Eitan var en lavtrangerende officer i Palmach, Haganahs elite styrke og tog del i Israels uafhængighedskrig. Han kæmpede i Jerusalem og blev såret i hovedet under slaget om San Simon klosteret i april 1948. Senere gjorde han tjeneste i 10. infanteribataljon i Lachish-Negev regionen.
I 1954 blev kaptajn Eitan leder af et faldskærmskompangni i Unit 101. Under Operation Kinereth i 1955 blev han ramt af maskingeværild i brystet, mens han deltog i et militært angreb på Syrien. For denne indsats blev han udmærket med Tapperhedsmedaljen.
I Suezkrigen i 1956 var major Eitan leder af 890. faldskærmsbataljon og deltog i faldskærmsangrebet 29. oktober mod Mitla Passet.
Under Seksdageskrigen i juni 1967 havde han som oberst kommandoen over faldskærmsbrigaden på Gazafronten og blev alvorligt såret i hovedet i kamp, mens han var på vej mod Suezkanalen.
I 1969 blev han udnævnt til leder af infanteriet og fungerede senere som divisionschef. Som divisionschef stoppede brigadegeneral Eitan det syriske angreb på Golanhøjderne under Yom Kippur krigen i oktober 1973. Efter krigen blev han udnævnt til chef for Nordkommandoen og forfremmet til generalmajor.

### Stabschef
Den 1. april 1978 blev Eitan forfremmet til general og blev af præsident Ezer Weizman udnævnt til at være stabschef for det israelske forsvar.
Eitan indledte sin embedsperiode med symbolske skridt for at styrke disciplinen og effektiviteten i forsvaret. Han krævede, at soldater skulle bære militær baret og indsamle brugte patronhylstre efter træning på skydebanerne.
Eitan førte tilsyn med omplaceringen af de israelske styrker udenfor Sinai-halvøen efter at Sinai blev leveret tilbage til Ægypten. Han og Sharon ødelagde den israelske by Yamit i Sinai i april 1982, efter at ægypterne havde nægtet at betale for dens infrastruktur.
Som stabschef indledte Eitan et projekt, som blev kendt som "Raful Ungdom" (Na'arei Raful), hvor unge mennesker fra lave sociale lag blev integreret i forsvaret og blev oplært i erhverv, som gjorde det muligt for dem at slippe ud af fattigdom og undgå at blive involveret i kriminalitet. Forsvaret hjalp også de unge med at færdiggøre deres skolegang.
Han var stabschef under det israelske luftangreb på Iraks atomreaktorer i Osirak den 7. juni 1981.

### Krigen i Libanon
Den 3. juni 1982 sårede Abu Nidals terrorgruppe Israels ambassadør i London, Shlomo Argov alvorligt ved et mordforsøg. Som svar gennemførte det israelske flystyrker bombninger af palæstinensiske flygtningelejre i Libanon. Bombningen førte til, at palæstinensiske militser beskød Israels nordlige bosættelser med granater, og det førte den 4. juni til ordren om at indlede Israels invasion af Libanon 1982. Operationen blev indledt den 6. juni og blev snart en fuld invasion. Den israelske plan gik ud på at drive PLO væk fra den israelske grænse og hjælpe Bachir Gemayels falangister med at overtage kontrollen over det sydlige Libanon. Under krigen stod israelerne over for det syriske militær, militante palæstinensere og forskellige militser, såsom Hezbollah. Israelerne blev involveret i bykrig og beskød Beirut for at ramme PLOs hovedkvarter.
Israelerne opnåede nogle imponerende militære resultater – såsom at ødelægge hele det syriske luftforsvarssystem i de første dage af krigen, men led også nederlag såsom slaget ved Sultan Yacoub.
Operationen var planlagt til at være kortvarig – både tidsmæssigt og arealmæssigt – men israelerne rykkede meget længere frem end de planlagte 40 km under ledelse af forsvarsminister Ariel Sharon. De voksende israelske tab i Libanon sammen med Massakren i Sabra og Shatila førte til massive protester i den israelske offentlighed mod krigen – hvilket førte til en våbenstilstandsaftale og nedsættelse af Kahan kommissionen, som skulle undersøge massakren. Kommissionen konkluderede, at israelerne ikke var direkte ansvarlige for massakren, men højtstående israelere som Sharon og Eitan var delvis skyldige. Sharon blev fjernet som forsvarsminister, men kommissionen anbefalede ikke sanktioner overfor Eitan.
Alligevel blev Eitan kædet sammen med Libanonkrigen.

## Politisk karriere
Efter sin pensionering fra hæren i april 1983 gik Eitan ind i politik. Han havde et image som en sabra-israeler, som var i forbindelse med sine rødder og landet. Hans baggrund i landbrug og fritidsinteresser såsom træarbejde og flyvning bidrog til dette image, som tiltalte mange i den israelske offentlighed.
Eitan blev anset for at være en konservativ, som gik ind for en hård politik overfor palæstinensisk terror. Den 12. april sagde Eitan ved et komitemøde i Knesset: "Araberne vil aldrig besejre os ved at kaste med sten. Vort svar skal være en nationalistisk, zionistisk løsning. For hver kastet sten vil vi bygge ti bosættelser. Hvis der bliver – og det vil der – hundrede bosættelser mellem Nablus og Jerusalem, vil der ikke blive kastet sten."
Eitan sluttede sig i starten til Tehiya partiet og blev første gang valgt til Knesset ved valget i 1984. Senere grundlagde han et ultranationalistisk parti ved navn Tzomet, som havde konservative holdninger til forsvar og udenrigspolitik, men en liberal og sekulariseret indenrigspolitik. Han blev genvalgt og fungerede som landbrugsminister mellem 1988 og 1991, hvor Tzomet forlod regeringen. Ved valget i 1992 fik Tzomet hele 8 pladser, men Eitan afslog at slutte sig til Yitzhak Rabins koalition.
Eitan havde vanskeligt ved at kontrollere sit parti, og nogle Knesset-medlemmer trådte ud af Tzomet og sluttede sig til andre partier. Da Rabin forelagde Oslo II aftalerne for Knesset, blev de kun godkendt med støtte fra Alex Goldfarb og Gonen Segev – to Tzomet-medlemmer, som blev lovet ministerposter af Rabin til gengæld for deres støtte.
I 1996 sluttede Tzomet sig til en alliance bestående af Likud og Gesher ledet af Benjamin Netanyahu. Selv om de tre partier tabte valget i 1996 til Arbejderpartiet, vandt Netanyahu valget til statsminister, hvilket gav ham mulighed for at danne regering. Eitan blev lovet ministeriet for indre sikkerhed, men en politiundersøgelse mod ham blokerede valget. Undersøgelsen rensede efterfølgende Eitan, og sagen blev henlagt i 1998 på grund af "mangel på beviser". I mellemtiden fungerede Eitan som landbrugs- og miljøminister og som vicestatsminister (1998-1999).
I 1999 lykkedes det ikke for Tzomet at få pladser i Knesset ved valget, og Eitan trak sig ud af politik.

## Død
Den 23. november 2004 ankom Eitan til middelhavsbyen Ashdod, hvor han førte tilsyn med en havneudvidelse. En stor bølge fejede ham ned af en mole og ud i havet, og der gik en time, før han blev fundet af den israelske flåde. Han blev erklæret død, efter at genoplivningsforsøg var slået fejl.